# Sydney Zoo
Koordinaten: 33° 47′ 22,2″ S, 150° 52′ 3,8″ O

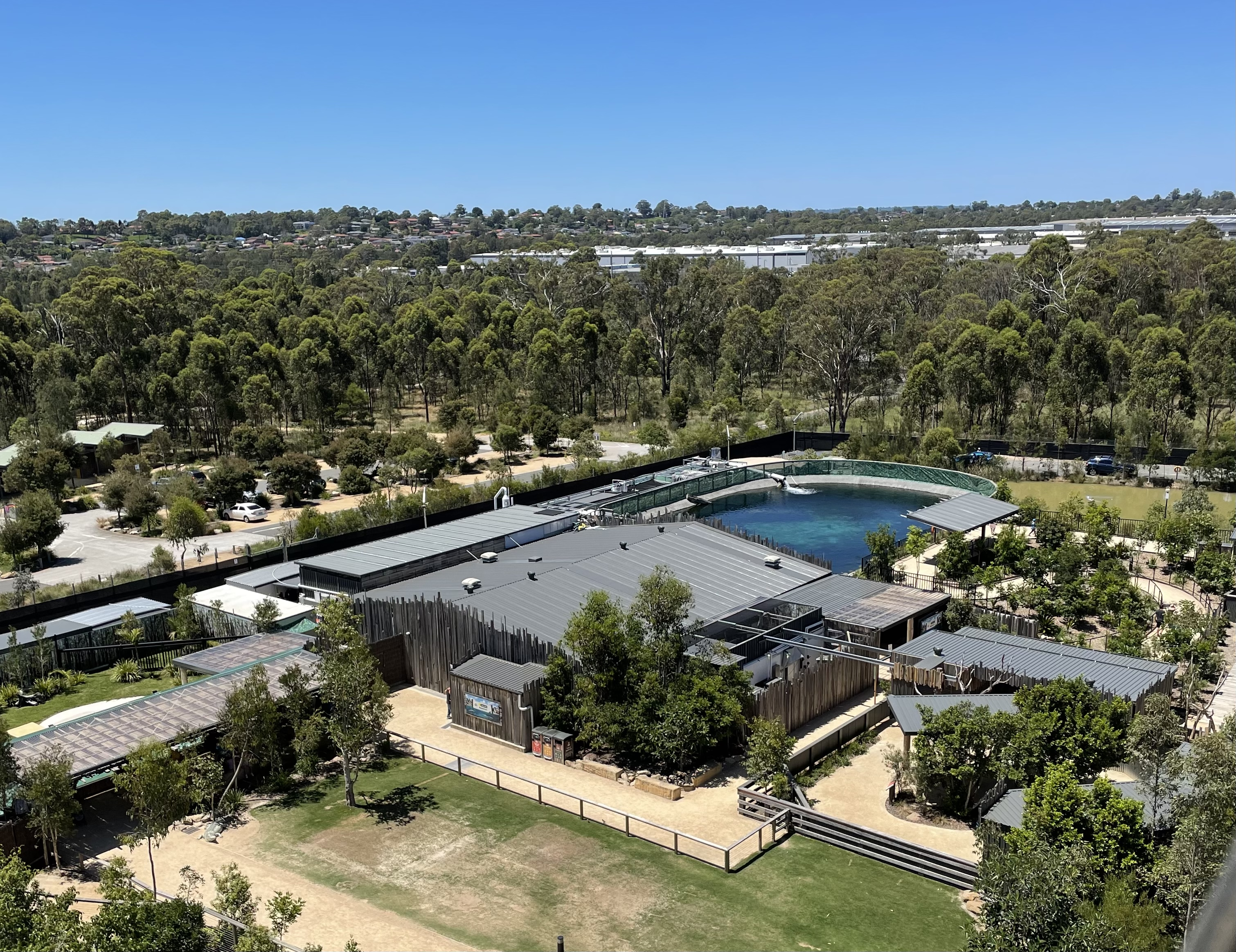
Blick auf das Aquarium

Der Sydney Zoo ist ein Zoo, der sich in Bungarribee, einem Stadtteil des lokalen Verwaltungsgebiets Blacktown City in New South Wales in Australien befindet. Die Großstadt Sydney liegt ca. 40 Kilometer entfernt im Osten. Der Sydney Zoo ist nicht zu verwechseln mit dem 1916 gegründeten Taronga Zoo, der sich in der Innenstadt von Sydney befindet und früher ebenfalls als Sydney Zoo bezeichnet wurde. Der Sydney Zoo ist bei der Zoo and Aquarium Association (ZAA) akkreditiert.

## Geschichte
Im Jahr 2015 wurde beschlossen, einen Zoo am Rande Sydneys zu errichten, um der lokalen und internationalen Bevölkerung Tierarten aus der ganzen Welt vorzustellen und gleichzeitig über Tier- und Naturschutz zu informieren. Am 7. Dezember 2017 wurde der neue Sydney Zoo von der Premierministerin von New South Wales Gladys Berejiklian im Rahmen einer offiziellen Zeremonie eröffnet.

## Anlagenkonzept und Tierbestand
Auf dem ca. 16,5 Hektar großen Gelände des Sydney Zoos werden etwa 4000 Tiere in rund 100 Arten gehalten. Es werden Säugetiere, Vögel, Reptilien, Amphibien, Fische und Gliederfüßer gezeigt. Ein Kernpunkt des Zoos ist ein Aquarium mit dem sich anschließenden Reptilien- und Amphibienhaus sowie einem Nachttierhaus.

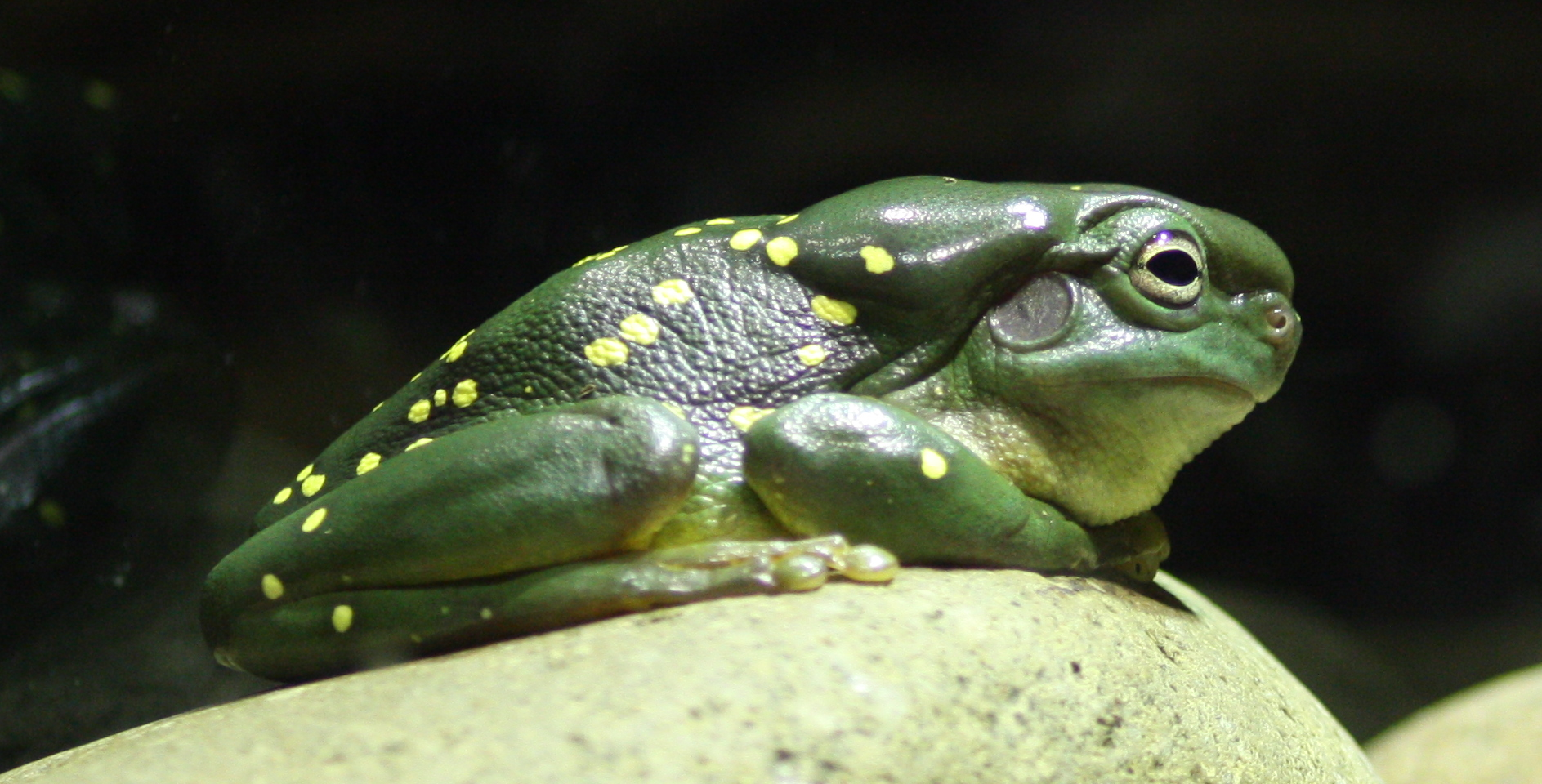
Prachtlaubfrosch
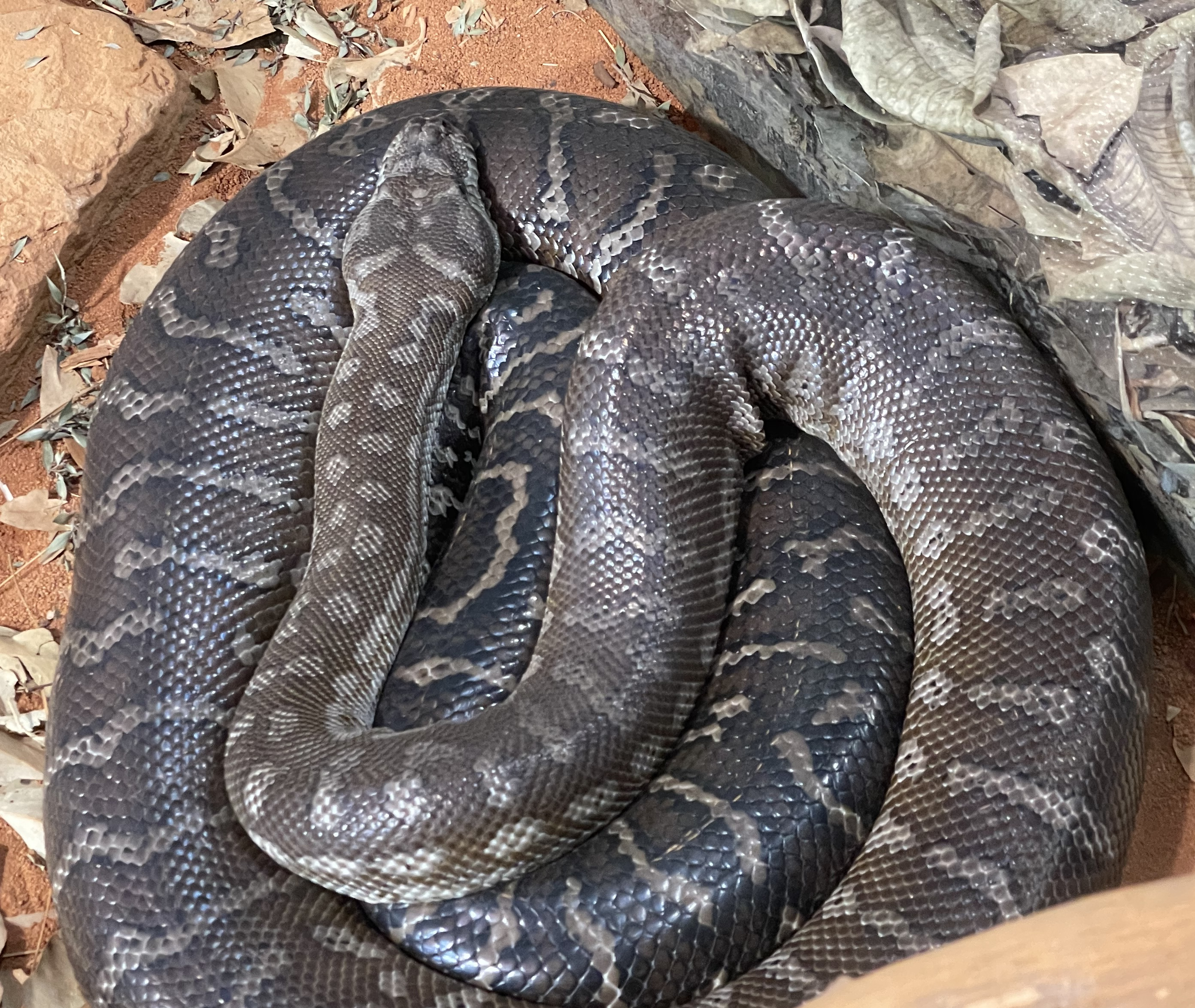
Zentralaustralischer Python
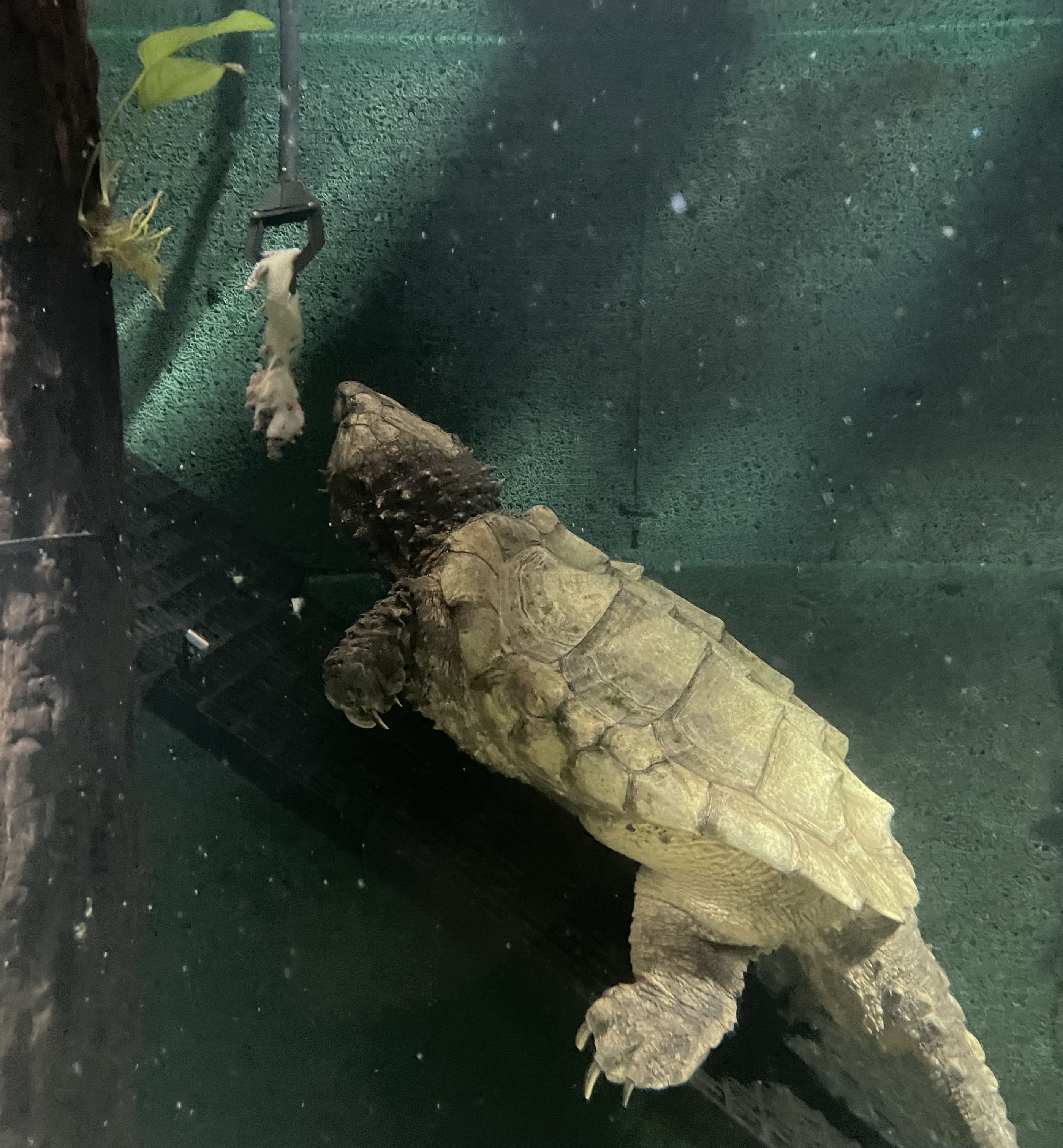
Geierschildkröte
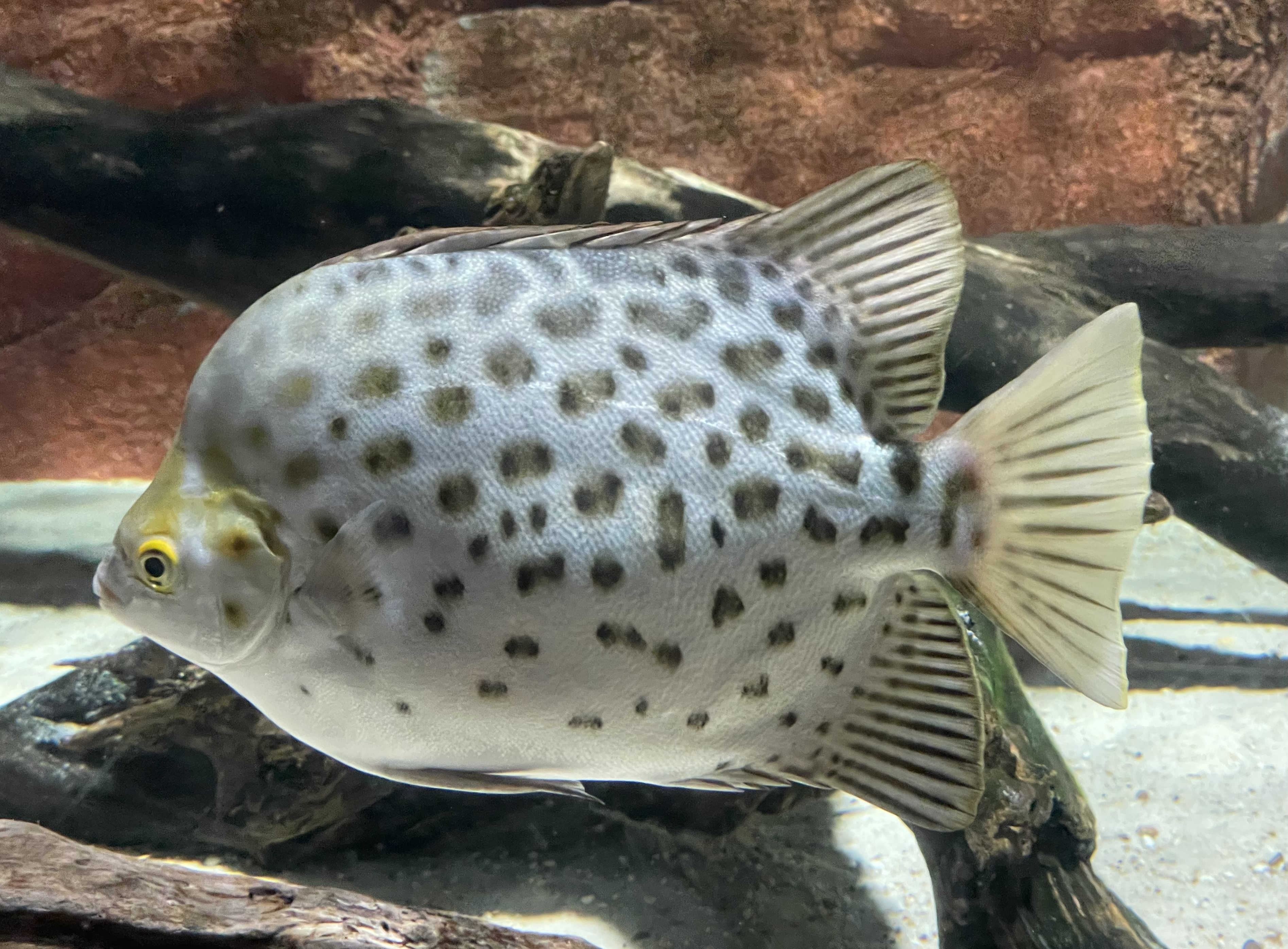
Gemeiner Argusfisch

Das weitere Zoogelände ist in mehrere Sektionen unterteilt, die überwiegend nach geografischen Gebieten gruppiert sind und als Africa, South East Asia und Australia bezeichnet sind. Primaten und Großkatzen werden überwiegend auf inselartigen Anlagen gehalten, die von den Besuchern durch Wassergräben getrennt sind. Außerdem enthält das Gelände einen Kinderspielplatz, einen Informationsstand, Restaurants und Cafés und einen Andenkenladen.

## Arterhaltungs- und Schutzprogramme
Der Sydney Zoo spielt eine wichtige Rolle bei Erhaltungs- und Schutzbemühungen für gefährdete Arten. Der Zoo nimmt aktiv an Forschungsprogrammen sowie Zuchtinitiativen teil und arbeitet mit anderen Institutionen zusammen, um gefährdete Tierarten zu schützen und zu bewahren. Dazu wurde die Sydney Zoo Foundation gegründet, die nachstehende Ziele verfolgt:
- Unterstützung langfristiger Erhaltungs- und Wiederansiedlungsprogramme, die darauf abzielen, gefährdete Arten zu retten.
- Beitrag zum Schutz der lokalen Umwelt und zur Entfernung invasiver Arten.
- Wiederherstellung des Gleichgewichts zwischen ursprünglicher Natur und moderner Stadtentwicklung.
- Bereitstellung von Zuschüssen für Tierforschungsprojekte der Western Sydney University.
- Schaffung von Partnerschaften mit Naturschutzexperten und Organisationen im Großraum Western Sydney zum Schutz der lokalen Tierwelt.
- Schärfung des Bewusstseins für den Wert des Tier- und Umweltschutzes durch Bildungsprogramme.
- Programme zur Verbesserung der Bedingungen für das ungehinderte und verträgliche Zusammenleben von Wildtieren und Menschen.
- Unterstützung für indigene Kultur- und Bildungsprogramme.

## Galerie
Die folgenden Bilder zeigen einige Tiere aus dem Bestand des Sydney Zoos:

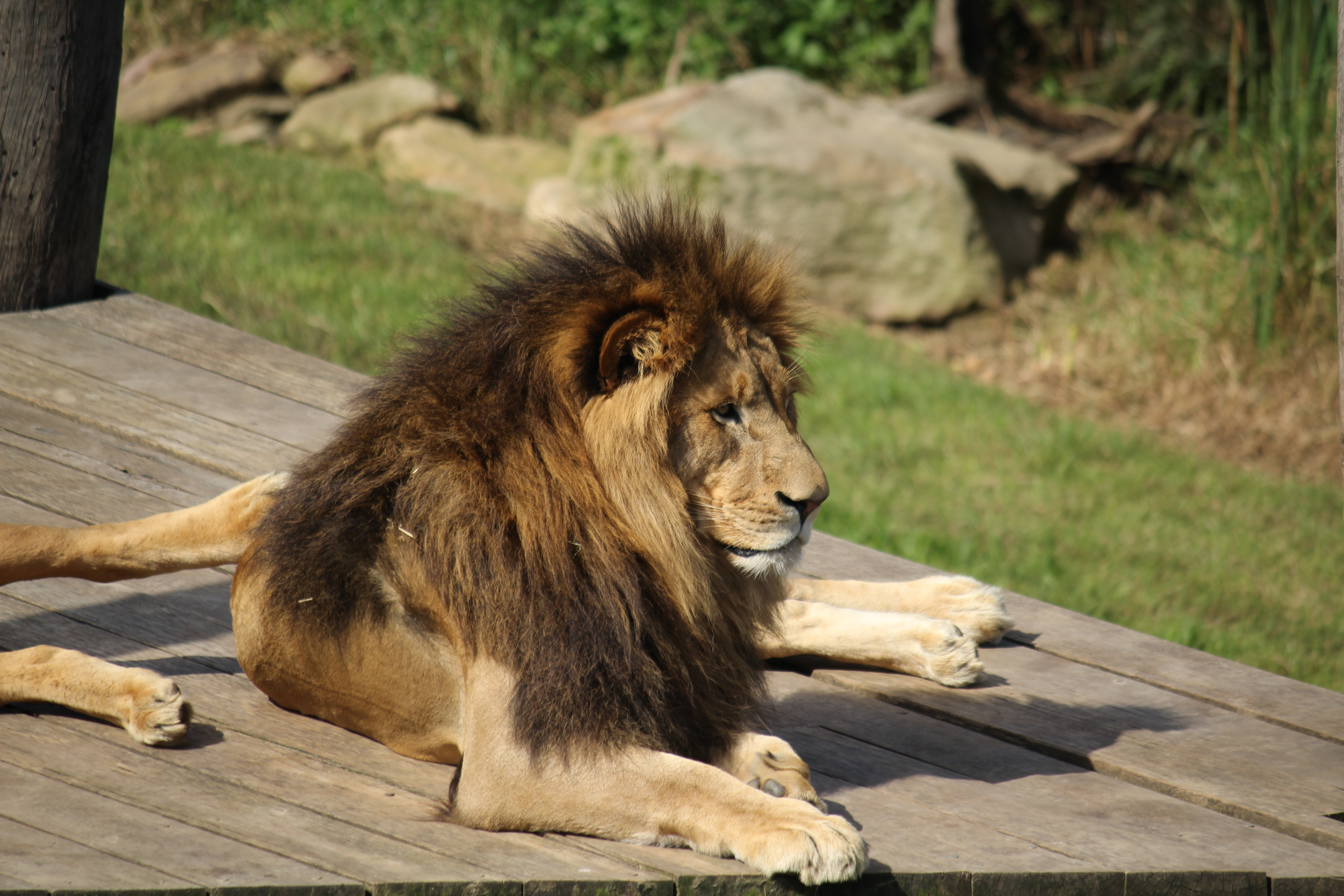
Löwe
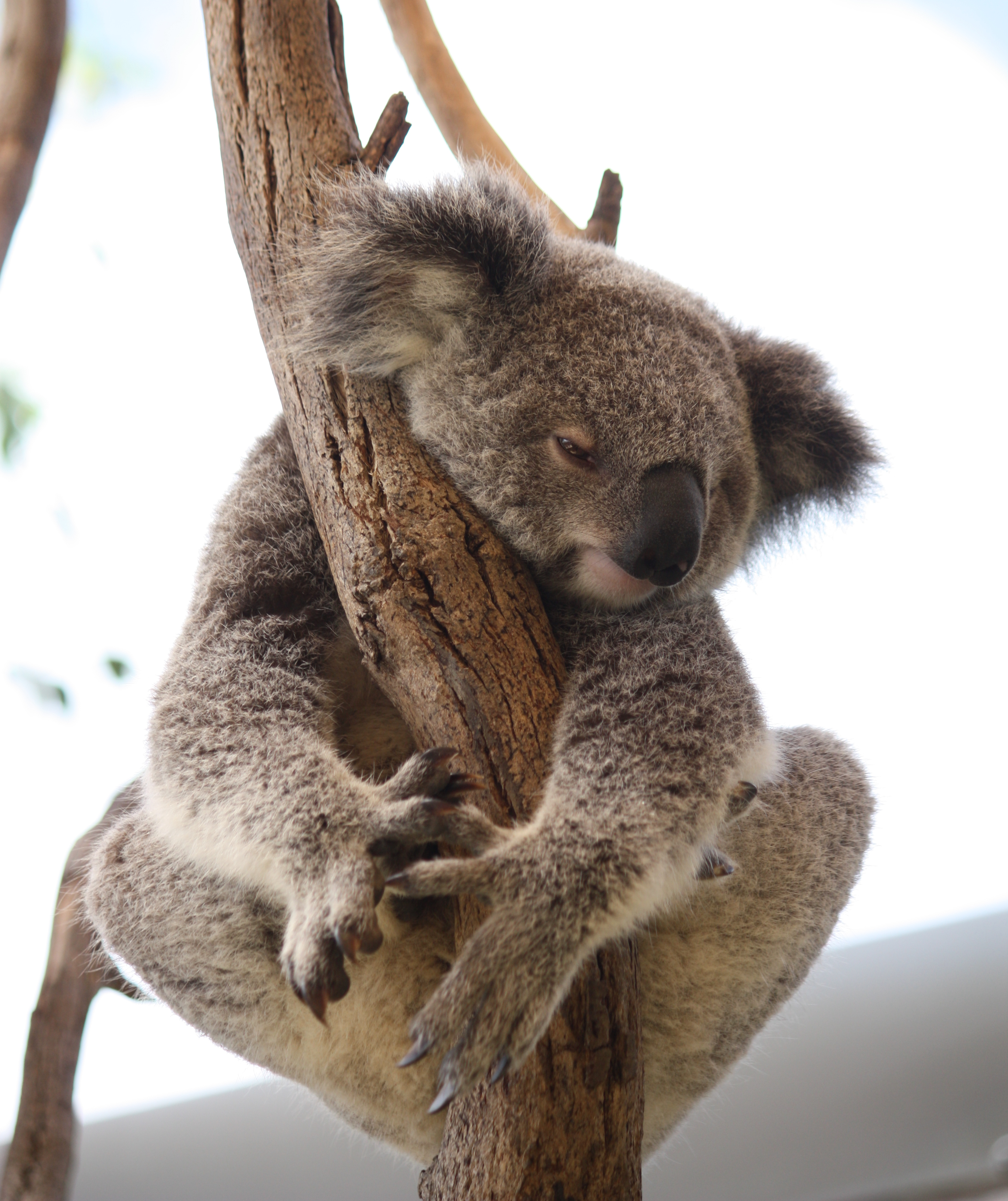
Koala
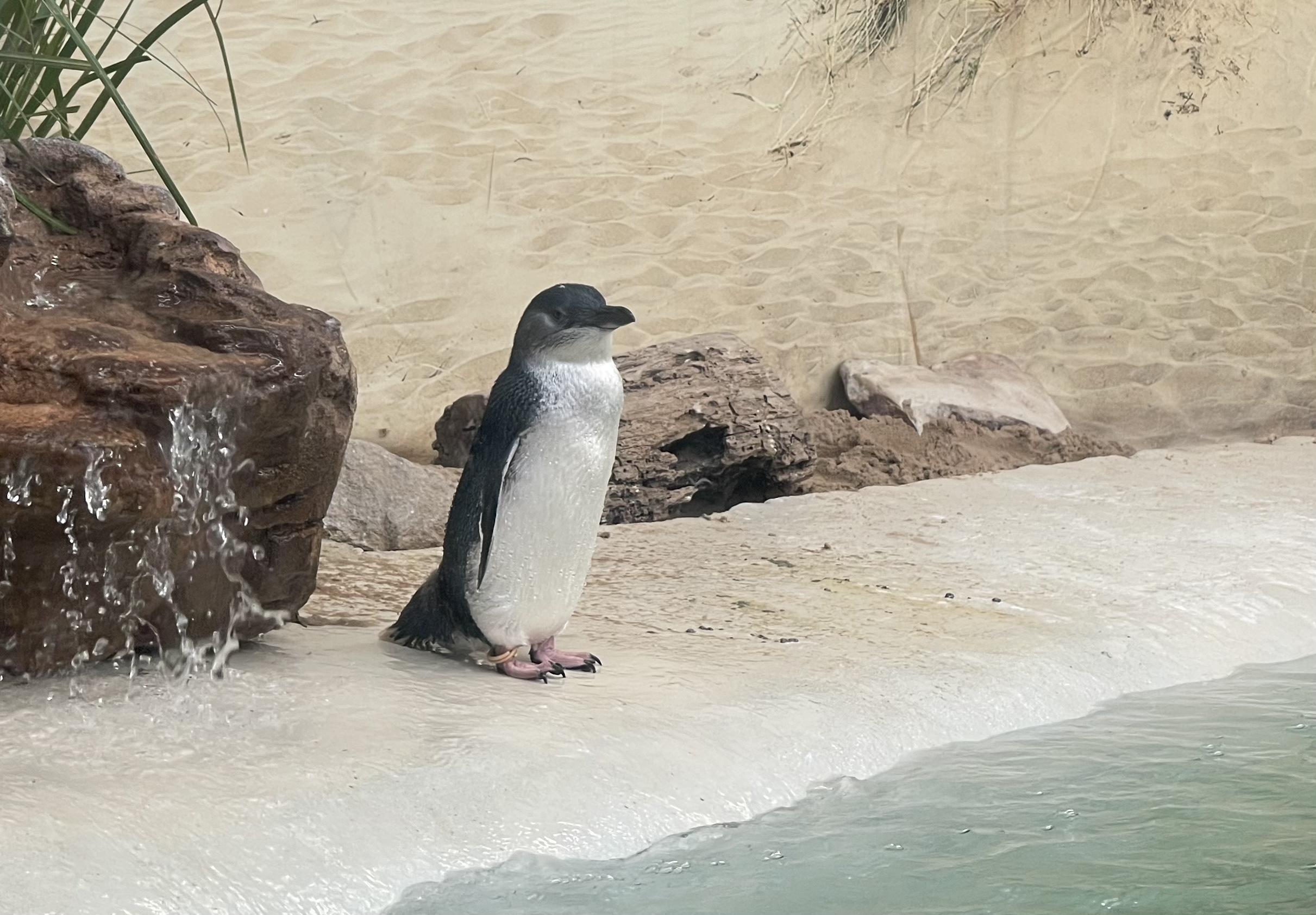
Zwergpinguin
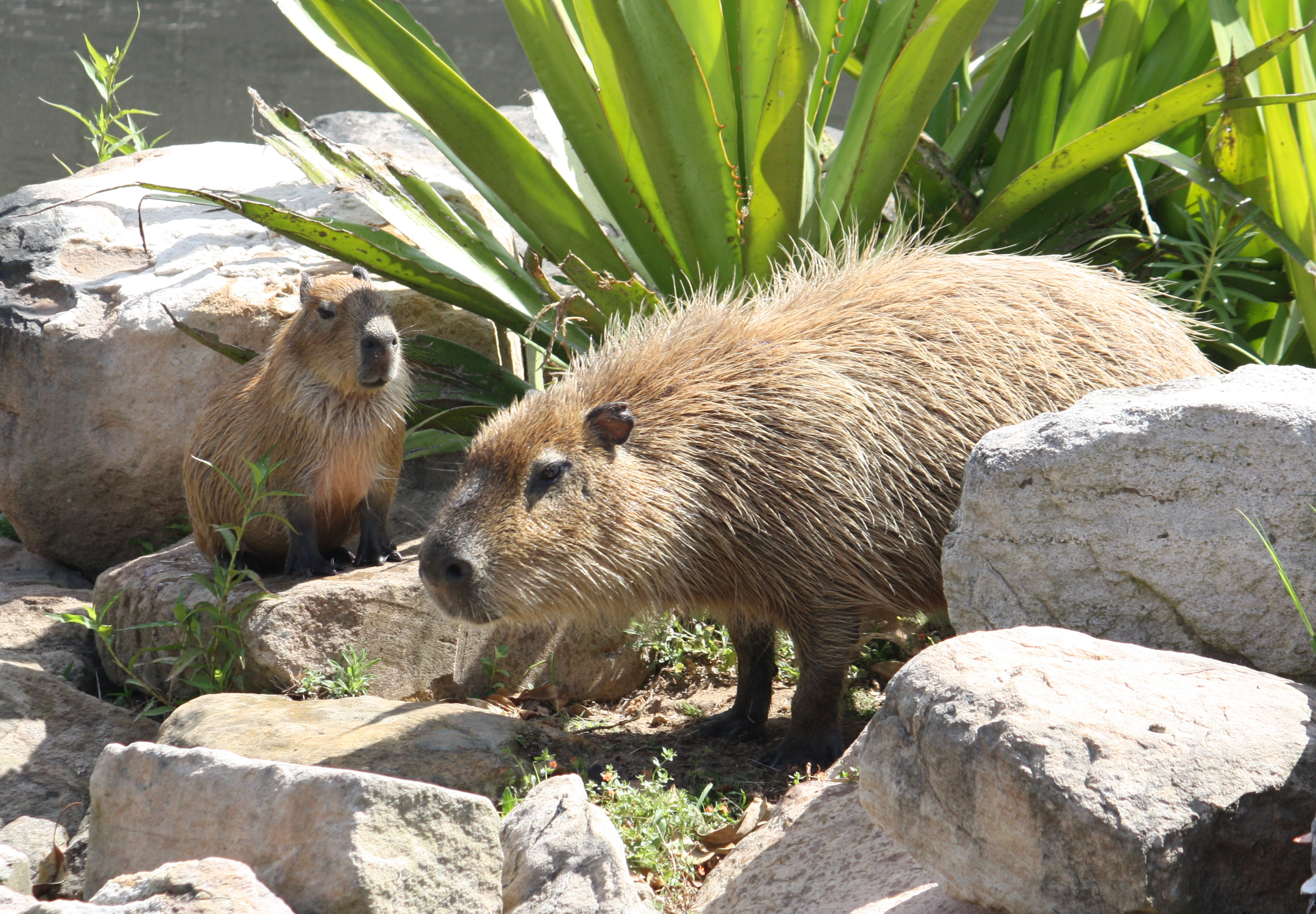
Capybara mit Jungtier